# Žabinští Vlci Brno
Žabinští Vlci Brno, z.s.  je český futsalový klub z Brna. Byl založen v roce 1988 a řadí se tak mezi nejstarší aktivně fungující futsalové kluby v České republice. Klub je v současnosti účastníkem 1.celostátní futsalové ligy  a svoje domácí zápasy klub hraje v Městské sportovní hale Modřice . Tradiční klubové barvy jsou zelená a černá.

## O klubu

### Stručná historie
Klub Žabinští Vlci Brno byl založen  bývalými spolužáky ze ZŠ Sirotkova v Brně-Žabovřeskách, kteří ho v roce 1988 přihlásili do oficiálních futsalových soutěží. Po několika postupech se tým propracoval z nejnižší okresní soutěže až do jihomoravské Divize, ve které účinkoval do roku 2000. Při postupné generační obměně hráčského kádru Žabinští Vlci sestoupili a působili v nižších soutěžích (OP a KP). Návrat mezi nejlepší přišel v sezoně 2009/10, ve které vyhráli Žabinští Vlci KP Jižní Moravy a vrátili se zpět do jihomoravské Divize, kde působili až do poloviny roku 2014. Od sezony 2014/15 byli Žabinští Vlci Brno účastníkem 2.celostátní futsalové ligy a v sezóně 2020/21 klub ve své premiéře startuje v nejvyšší soutěži - 1.Futsal lize .
Klub byl založen 5. dubna 1988, historicky se tak řadí mezi nejstarší futsalová mužstva nejen v regionu, ale i v celé ČR. Za dobu svojí existence odehráli Žabinští Vlci Brno více než 3500 zápasů a mimo dlouhodobých soutěží startovali přibližně na 260 turnajích po celé republice i v zahraničí. Klub od počátku vede jeho zakladatel, dlouholetý hráč, trenér a nynější prezident klubu a předseda výkonného výboru Michal Letzel.  

### Současnost
Momentálně je A-tým Žabinští Vlci Brno účastníkem nejvyšší futsalové soutěže v ČR - 1.Futsal ligy. Klub dále provozuje B-tým (Divize E), C-tým (okresní třída Brno-město) , juniorský tým U-19 a dorostenecký tým U-17 (oba účastníci nejvyšší soutěže v ČR).

### Vedení klubu a realizační tým
Prezident klubu a předseda výkonného výboru – Michal Letzel
Místopředsedové – Milan Bažant a Vladan Vala
Manažer – Petr Popek
Technický vedoucí – Tomáš Zezulka
Sekretář – Zdeněk Polák
Trenér A / týmu – Radek Toman
Trenér mládeže – Martin Chroust

### Historické názvy klubu
od roku 1988 – Žabinští Vlci
od roku 1991 – Ž.V. Morcan Brno
od roku 1993 – Morcan ŽV Brno
od roku 2000 – Žabinští Vlci Brno

### Symboly
- Při zrodu klubu bylo jako název zvoleno pojmenování bývalé školní party kamarádů ze ZŠ Sirotkova v Brně-Žabovřeskách, kteří klub zakládali. Tento název se stal nadčasovou a neodmyslitelnou značkou klubu!
- Znak obsahoval vždy klubové barvy, motiv znaku města Brna a symbol vlčí hlavy. Poslední verze je z roku 2012.
- Dresy jsou využívány výhradně ve variantách kombinací klubových barev zelené a černé.
- Klubová hymna vznikla během členské schůze konané v roce 1988 a na jejím vzniku se podíleli všichni tehdy přítomní členové. Tento klubový pokřik je využíván hráči i fanoušky doposud.
- Motto klubu "CO VLK - TO PILÍŘ!" je sloganem o sounáležitosti všech členů.

## Přehled soutěží ve kterých klub během své historie startoval
Zdroj:   
| Přehled všech soutěží ve kterých A - tým klubu startoval |        |       |                                                                                 |
| soutěž                                                   | úroveň | sezon | odehrané ročníky                                                                |
| 3.okresní třída                                          | 8      | 1     | 1988/89                                                                         |
| 2.okresní třída                                          | 7      | 2     | 1989/90, 1990/91                                                                |
| 1.okresní třída                                          | 6      | 1     | 1993/94                                                                         |
| Okresní Přebor                                           | 5      | 5     | 1997/98, 2000/01, 2001/02, 2002/03, 2003/04                                     |
| Krajský Přebor                                           | 4      | 6     | 2004/05, 2005/06, 2006/07, 2007/08, 2008/09, 2009/10                            |
| Divize E                                                 | 3      | 9     | 1994/95, 1995/96, 1996/97, 1998/99, 1999/00, 2010/11, 2011/12, 2012/13, 2013/14 |
| 2. Futsal liga                                           | 2      | 6     | 2014/15, 2015/16, 2016/17, 2017/18, 2018/19, 2019/20, 2022/23                   |
| 1. Futsal liga                                           | 1      | 4     | 2020/21, 2021/22, 2023/24, 2024/25                                              |

(aktualizováno 31. 8. 2024)
| 1. a 2.celostátní liga (od roku 2014) |                      |        |    |    |   |    |     |     |       |    |        |
| sezóna                                | soutěž               | úroveň | Z  | V  | R | P  | VG  | OG  | + / − | B  | pořadí |
| 2014/15                               | 2. liga – sk. Východ | 2      | 18 | 8  | 3 | 7  | 63  | 59  | +4    | 27 | 5.     |
| 2015/16                               | 2. liga – sk. Východ | 2      | 22 | 9  | 4 | 9  | 84  | 82  | +2    | 31 | 8.     |
| 2016/17                               | 2. liga – sk. Východ | 2      | 18 | 5  | 1 | 12 | 50  | 57  | -7    | 16 | 8.     |
| 2017/18                               | 2. liga – sk. Východ | 2      | 18 | 4  | 2 | 10 | 56  | 88  | -32   | 14 | 9.     |
| 2018/19                               | 2. liga – sk. Východ | 2      | 20 | 12 | 2 | 6  | 103 | 75  | +28   | 38 | 3.     |
| 2019/20                               | 2. liga – sk. Východ | 2      | 21 | 13 | 2 | 6  | 121 | 85  | +36   | 41 | 3.     |
| 2020/21                               | 1. Futsal liga       | 1      | 22 | 5  | 2 | 15 | 70  | 126 | -56   | 17 | 10.    |
| 2021/22                               | 1. Futsal liga       | 1      | 22 | 4  | 1 | 17 | 50  | 134 | -84   | 13 | 11.    |
| 2022/23                               | 2. liga – sk. Východ | 2      | 20 | 16 | 2 | 2  | 122 | 66  | +66   | 50 | 1.     |
| 2023/24                               | 1. Futsal liga       | 1      | 20 | 7  | 1 | 12 | 90  | 131 | -41   | 21 | 8.     |
| 2024/25                               | 1. Futsal liga       | 1      | 22 |    |   |    |     |     |       |    |        |

## Turnaj pořádaný klubem
Tradiční Turnaj Žabinských Vlků  který klub pořádá je mezi futsalovou veřejností velmi populární a je řazen k nejlépe organizovaným a po sportovní stránce i k nejkvalitnějším akcím svého druhu. V letech 1991–1996 se turnaj jmenoval dle hlavního sponzora (Morcan Cup), v roce 2003 měl přiřazen podtitul „Turnaj k 15.výročí založení Žabinských Vlků“ a v roce 2019 se uskutečnil jubilejní 20. ročník  tohoto turnaje. 
Přehled vítězů Turnaje Žabinských Vlků:
- 1989 – Žabinští Vlci Brno
- 1990 – Žabinští Vlci Brno
- 1991 – STŽ Tomson Brno
- 1992 – STŽ Tomson Brno
- 1993 – Rogallo Zbýšov
- 1994 – ŠK Citron Martin [SK]
- 1995 –  Lazio Brno
- 1996 – Primon Bosonohy
- 1998 –  Lazio Brno
- 1999 –  Lazio Brno
- 2000 – STŽ Tomson Brno
- 2003 –  Dino Brno
- 2010 – Pískovna Černovice
- 2011 – FC Krásensko 04
- 2012 – Senior Club Brno
- 2013 – Výběr P-Drive
- 2014 – Agromeli Brno
- 2015 – All Staro [CH]
- 2016 – Kalábek Sport Brno
- 2019 – Žabinští Vlci Brno
- 2020 – Žabinští Vlci Brno

## Úspěchy
Přehled získaných trofejí, odehraných soutěží a turnajů
(aktualizováno 31. 8. 2024)
 2.Futsal liga-východ (2022/23)
 2.Futsal liga-východ (2018/19 a 2019/20)
 1.Futsal liga dorostenců U-17 (2022/23)
 Krajský pohár JM (2019, 2022) 
 Brněnský pohár (2018, 2019, 2020, 2022, 2023, 2024)  
 Turnaj Česko-slovenského přátelství (2019, 2022, 2024)  2015  2021
 Turnaj Žabinských Vlků (1989, 1990, 2019, 2020)  2020, 2023  2010, 2014, 2016
 Rio Cup Čučice (2008, 2016, 2020)  2005, 2006, 2018  2009
 Brno Open (trojnásobný vítěz a šestinásobný medailista)
 Hattrick Cup Svratka (2016, 2017, 2018)  2021
 Corona Cup - Divize A (2020) 
 YEAHrBAF Cup (2021)
 Orel / PT Cup Tišnov (2018)  2009, 2019
 Majáles Cup Brno  Grufis Cup  Profesional Cup (vše 2015)
 Novoroční turnaj Hustopeče (2009)  Red Devils Cup (2009 a 2010)
 Oknoservis Cup (2004)  Bulldogs Cup (2006)
 Zimní liga Brno-Nový Lískovec (2004 a 2005)
 Pohár Brněnské Rovnosti Velká Bíteš (1998)
 Turnaj Praha Žižkov (1994) 
 Brněnský Drak (1991 a 1994)
 Vítězství ve třech přátelských zápasech nad týmem Angola Stars
 Žabovřesky Cup    Galba Cup    Oaza Cup (vše 1991)
 Victory Cup (2020)    Veselka Cup (2018, 2019)
 Cup Jihlava (1998)
 Utrechts Nieuwsblad (1993) 
 Majáles Cup Brno  West Žab United Cup Brno  Napoleon Cup Prace  Gladiators Cup  Líšeň Open  Raz Náraz Cup Brno  Troubsko Cup  Raz Náraz Cup Brno  Orel Cup Tišnov  Kunštát Cup  O kopačku předsedy BKS Žďár nad Sázavou  Žabovřesky Cup  Severobrněnský pohár  Radegast Cup Omice  Saňař Cup Sokolnice  Předvánoční turnaj  Turnaj o létající talíř UFO  Maloměřický pohár 
 Turnaj Legend, turnaj hráčů nad 40 let - Brno, Žabovřesky (2022) 
 Veteránská liga hráčů nad 35 let (2015)
 Vysočina (1994)
 Vinohrady Cup (1991)
 Escobar Cup Brno  KOP-10 Adamov  ACD Cup Zbýšov  Žabovřesky Cup  Radegast Cup Omice  Turnaj k 7.výročí Žabinských Vlků Brno  Pohořelice Five  Ivančický Superpohár  Texana Cup Dušejov  Slza Cup Velké Meziříčí  Turnaj Osvobození Oslavany  Fortis Cup Jihlava  Jonáš Cup  New Balance Cup  Starobrno Open Chudčice  Bravinné Futsal Cup  Summer Cup Dolní Loučky
Celkem 120 medailových umístění na 260 turnajích po celé republice (k datu 31.8.2024).

## Seznam hráčů historie
V seznamu jsou uvedeni všichni hráči, kteří odehráli alespoň jeden soutěžní zápas, v současnosti aktivní členové jsou vyznačeni tučně 
(aktualizováno 31. 8. 2024)
- Bažant Milan
- Babáček Miroslav
- Bednář Zdeněk
- Bílý Jiří
- Bittner Jan
- Bittner Pavel
- Bodeček Adam
- Bouček Michal
- Brei Gordon
- Cenek Čeněk
- Černý Daniel
- Červinek Petr
- Dvořáček Josef
- Fajmon Robert
- Fessl David
- Fiala Martin (†)
- Formáček David
- Géci Jiří
- Groch Oldřich
- Hansl Ladislav
- Hanuš Martin
- Havel Jan
- Havelka Ivo
- Havlín Dominik
- Horáček Milan
- Hromek Jan
- Chráscina Tomáš
- Chroust Martin
- Jakeš Martin
- Jakš Radek
- Jakubčík Eduard
- Jonáš Josef
- Juran David
- Kadleček Marek
- Kala Robert
- Kalvoda Marek
- Karásek Petr
- Klečka Rostislav
- Kollárik Peter
- Kondziolka Alexander
- Konečný Jiří
- Kotrla Pavel
- Koutný Jakub
- Kovalčík Libor
- Kratochvíl Michal
- Kretík Roman
- Kuldan František
- Kvarda Miroslav
- Lang Libor
- Lange Robert ml.
- Lange Robert st.
- Launa Stanislav
- Letzel Michal
- Mademlis Anastasios
- Macháček Petr
- Malůšek Daniel
- Matula Miloslav
- Matyáš Zdeněk
- Mezník Michal
- Michalík Roman
- Odehnal Jakub
- Odehnal Michal
- Pařez Martin
- Pfeffer Petr ml.
- Pfeffer Petr st.
- Pokorný Patrik
- Polák Zdeněk
- Polóni Július
- Popek Petr
- Popek Robert
- Pospíšil Tomáš
- Procházka Radek
- Pšikal Dominik
- Pšurný Jaroslav
- Pujman Jiří
- Rešovský Ivan (†)
- Ryšavý Vlastimil
- Řezáč Zbyněk
- Řezník David
- Řezník Filip
- Saxl Radim
- Sestrienka Zbyněk
- Schneeweiss Petr
- Silný Jan
- Sliva Viktor
- Smrčka Filip
- Smrž Ondřej
- Starý Petr
- Stasiuk Andrii
- Stehlík Jiří
- Stoklásek David
- Stoklásek Martin
- Strakoň Filip
- Svoboda Pavel
- Šafařík Miroslav
- Šenk Michal
- Šlégl Petr (†)
- Šomlák Radovan
- Šomplák Ondřej
- Šteiner Jiří
- Šuléř Vladimír
- Švanda Petr
- Tauš Martin
- Teichmann Adam
- Toman Michal
- Toman Radek
- Tomaszewský David
- Trbušek Radim
- Tůma Radomír
- Tvrdoň Přemysl
- Ťok Tomáš
- Urban Ivo
- Vala Roman
- Vala Vladan
- Válek Michal
- Valenta Adam
- Večeřa Václav
- Vodička Marek
- Vojtíšek Aleš
- Vyklický Jan
- Zabloudil Zdeněk
- Zábojník Jakub
- Zezulka Tomáš
- Žalud Šimon